# تیافلاوین-۳-گالات
تیافلاوین-۳-گالات (به انگلیسی: Theaflavin-3-gallate) با فرمول شیمیایی C36H28O16 یک ترکیب شیمیایی با شناسه پاب‌کم 8765 است. که جرم مولی آن ۷۱۶٫۵۹ گرم بر مول می‌باشد. 